# Jardín Botánico Yves Rocher de La Gacilly
El Jardín Botánico Yves Rocher de La Gacilly en francés: Jardin botanique Yves Rocher de La Gacilly, a veces también denominado simplemente como Jardin botanique de La Gacilly es un jardín botánico de propiedad privada, de 5 hectáreas de extensión, que se encuentra ubicado en la planta industrial de Yves Rocher en La Croix des Archers, La Gacilly, Francia.
Este jardín botánico es miembro de la prestigiosa « Jardins botaniques de France et des pays francophones ».
El código de identificación del Jardin botanique Yves Rocher de La Gacilly como  miembro del "Botanic Gardens Conservation Internacional" (BGCI), así como las siglas de su herbario es YROCH.

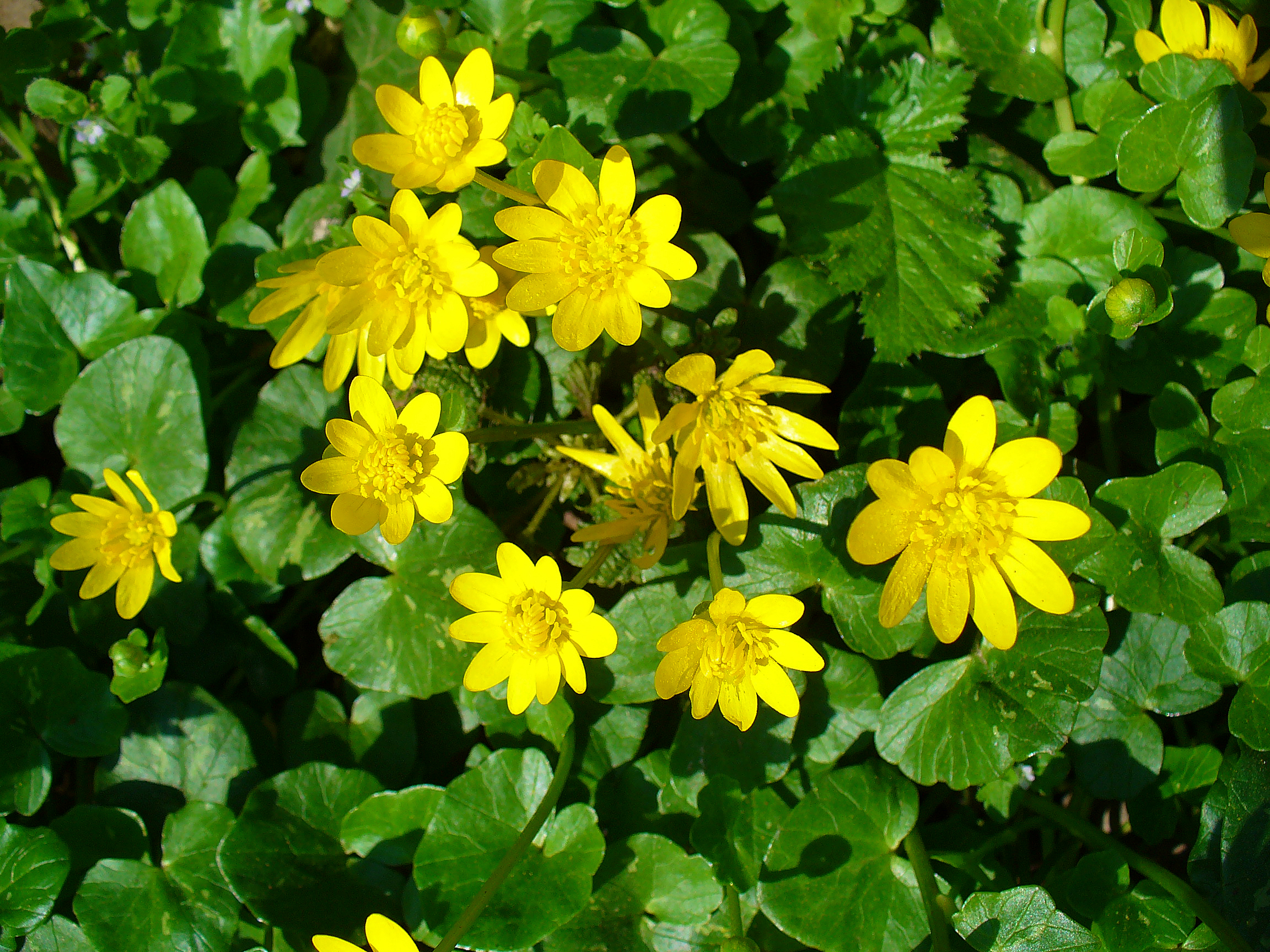
La Celidonia Menor planta que utilizó Yves Rocher en su primer remedio que vendió por correo, anunciado en la revista "Ici Paris".

## Localización
Jardin botanique Yves Rocher de La Gacilly La Croix des Archers, 56201 La Gacilly, Departement de Morbihan, Bretagne, France-Francia.
Planos y vistas satelitales, 47°45′56″N 2°07′52″O / 47.76556, -2.13111
Está abierto a diario en los meses cálidos del año. La entrada es gratuita.

## Historia
El jardín botánico fue establecido en 1975 para reunir las plantas de uso industrial y medicinales, especialmente aquellas que tienen aplicaciones en cosmética.
Desde entonces ha obtenido el reconocimiento del Conservatorio de colecciones vegetales especializadas (CCVS) por albergar la colección nacional de plantas del género artemisia.

## Colecciones
El jardín botánico alberga más de 1000 taxones, distribuidos como:
- Colección de plantas utilizadas en cosmética y perfumería con 92 especies
- Plantas utilizadas en la industria, con 23 especies
- Plantas medicinales y aromáticas con 38 especies.
- Plantas productoras de frutas con 50 taxones.
- Plantas tintóreas, con 19 especies
- Colección de plantas de uso corriente en los trópicos con 150 especies
- Colección de plantas de los desiertos con 250 especies.
- Herbario con 650 especímenes.